# Liste der Kulturdenkmale in Triptis
Die Liste der Kulturdenkmale in Triptis umfasst die als Einzeldenkmale, Bodendenkmale und Denkmalensembles erfassten Kulturdenkmale auf dem Gebiet der Stadt Triptis im thüringischen Saale-Orla-Kreis (Stand: August 2022). Die Angaben in der Liste ersetzen nicht die rechtsverbindliche Auskunft der zuständigen Denkmalschutzbehörde.

## Legende
- Bild: zeigt ein Bild des Kulturdenkmals und gegebenenfalls einen Link zu weiteren Fotos des Kulturdenkmals im Medienarchiv Wikimedia Commons
- Bezeichnung: Name, Bezeichnung oder die Art des Kulturdenkmals
- Lage: Wenn vorhanden Straßenname und Hausnummer des Kulturdenkmals; Grundsortierung der Liste erfolgt nach dieser Adresse. Der Link Karte führt zu verschiedenen Kartendarstellungen und nennt die Koordinaten des Kulturdenkmals.
 Kartenansicht, um Koordinaten zu setzen – in dieser Kartenansicht sind Kulturdenkmale ohne Koordinaten mit einem roten bzw. orangen Marker dargestellt und können in der Karte gesetzt werden. Kulturdenkmale ohne Bild sind mit einem blauen bzw. roten Marker gekennzeichnet, Kulturdenkmale mit Bild mit einem grünen bzw. orangen Marker.
- Datierung: gibt das Jahr der Fertigstellung beziehungsweise das Datum der Erstnennung oder den Zeitraum der Errichtung an
- Beschreibung: bauliche und geschichtliche Einzelheiten des Kulturdenkmals, vorzugsweise die Denkmaleigenschaften
- ID: Die ID identifiziert das Kulturdenkmal eindeutig. In Thüringen sind aktuell keine IDs veröffentlicht. In der ID-Spalte kann sich auch folgendes Icon  befinden, dies führt zu Angaben zu diesem Kulturdenkmal bei Wikidata.

## Kulturdenkmale nach Ortsteilen

### Döblitz
| Bild                                    | Bezeichnung                                   | Lage                          | Datierung | Beschreibung | ID |
| --------------------------------------- | --------------------------------------------- | ----------------------------- | --------- | ------------ | -- |
| Direkt Bild zu diesem Denkmal hochladen | Taubenhaus                                    | Mühlenweg 3                   |           |              |    |
| weitere Bilder Fotos hochladen          | Kirche mit Ausstattung (ehemalige Wehrkirche) | Thomas-Müntzer-Straße (Karte) |           |              |    |
| weitere Bilder Fotos hochladen          | Wehrkirche                                    | (Karte)                       |           | Bodendenkmal |    |

### Hasla
| Bild                                    | Bezeichnung | Lage                          | Datierung | Beschreibung | ID |
| --------------------------------------- | ----------- | ----------------------------- | --------- | ------------ | -- |
| Direkt Bild zu diesem Denkmal hochladen | Turmhügel   | Koordinaten fehlen! Hilf mit. |           | Bodendenkmal |    |

### Oberpöllnitz
| Bild                                    | Bezeichnung                       | Lage                                       | Datierung | Beschreibung | ID |
| --------------------------------------- | --------------------------------- | ------------------------------------------ | --------- | ------------ | -- |
| weitere Bilder Fotos hochladen          | Kirche mit Ausstattung            | Am Schafweg (Karte)                        |           |              |    |
| BW                                      | Gruft der Familie Jobin und Aster | Am Schafweg (innerhalb der Kirche) (Karte) |           |              |    |
| BW                                      | Wohnhaus                          | Dr.-Wilhelm-Külz-Straße 13 (Karte)         |           |              |    |
| BW                                      | Wohnhaus                          | Dr.-Wilhelm-Külz-Straße 15 (Karte)         |           |              |    |
| weitere Bilder Fotos hochladen          | Rundschloss                       | Siedlerstraße (Karte)                      |           |              |    |
| Direkt Bild zu diesem Denkmal hochladen | Wallanlage                        | Koordinaten fehlen! Hilf mit.              |           | Bodendenkmal |    |

### Ottmannsdorf
| Bild                           | Bezeichnung                       | Lage                  | Datierung | Beschreibung | ID |
| ------------------------------ | --------------------------------- | --------------------- | --------- | ------------ | -- |
| BW                             | Hofanlage                         | Ortsstraße 1 (Karte)  |           |              |    |
| BW                             | Hofanlage                         | Ortsstraße 3 (Karte)  |           |              |    |
| BW                             | ehemaliger Vierseithof            | Ortsstraße 5 (Karte)  |           |              |    |
| BW                             | Umgebindehaus                     | Ortsstraße 6 (Karte)  |           |              |    |
| weitere Bilder Fotos hochladen | Kirche mit Ausstattung            | Ortsstraße 15 (Karte) |           |              |    |
| BW                             | Hofanlage                         | Ortsstraße 19 (Karte) |           |              |    |
| BW                             | historische Jagdhütte / Hofanlage | Ortsstraße 26 (Karte) |           |              |    |
| BW                             | Kreuzstein                        | (Karte)               |           | Bodendenkmal |    |

### Pillingsdorf/Burkersdorf
| Bild                           | Bezeichnung                                            | Lage                     | Datierung | Beschreibung                                                                                 | ID |
| ------------------------------ | ------------------------------------------------------ | ------------------------ | --------- | -------------------------------------------------------------------------------------------- | -- |
| Fotos hochladen                | Denkmalensemble „Kennzeichnendes Ortsbild Burkersdorf“ | Burkersdorf 1–13 (Karte) |           | Häuser Nr. 1 bis 13 einschließlich Kirche und Mühle                                          |    |
| weitere Bilder Fotos hochladen | Kirche                                                 | Burkersdorf (Karte)      |           | auch Bestandteil des Denkmalensembles „Kennzeichnendes Ortsbild Burkersdorf“                 |    |
| BW                             | Denkmalensemble „Dorfanlage Pillingsdorf“              | Ortsstraße (Karte)       |           | Gesamte Dorfanlage einschließlich sämtlicher Bebauung, Straßen, Wege, Frei- und Wasserfächen |    |
| weitere Bilder Fotos hochladen | Kirche mit Ausstattung                                 | Ortsstraße (Karte)       |           | auch Bestandteil des Denkmalensembles „Dorfanlage Pillingsdorf“                              |    |
| BW                             | Bienenhaus (Teil einer Hofanlage)                      | Ortsstraße 5 (Karte)     |           | auch Bestandteil des Denkmalensembles „Dorfanlage Pillingsdorf“                              |    |
| BW                             | Hofanlage                                              | Ortsstraße 20 (Karte)    |           | auch Bestandteil des Denkmalensembles „Dorfanlage Pillingsdorf“                              |    |
| BW                             | Saalbau/Gasthof                                        | Ortsstraße 21 (Karte)    |           | auch Bestandteil des Denkmalensembles „Dorfanlage Pillingsdorf“                              |    |
| BW                             | Blockhaus am Pfarrhof                                  | Ortsstraße 23 (Karte)    |           | auch Bestandteil des Denkmalensembles „Dorfanlage Pillingsdorf“                              |    |

### Schönborn
| Bild                           | Bezeichnung            | Lage               | Datierung | Beschreibung | ID |
| ------------------------------ | ---------------------- | ------------------ | --------- | ------------ | -- |
| weitere Bilder Fotos hochladen | Kirche mit Ausstattung | Ortsstraße (Karte) |           |              |    |

### Triptis
| Bild                                    | Bezeichnung                                           | Lage                                            | Datierung | Beschreibung | ID |
| --------------------------------------- | ----------------------------------------------------- | ----------------------------------------------- | --------- | --- | -- |
| BW                                      | Denkmalensemble „Bahnhofstraße“                       | Bahnhofstraße 1–15 (Karte)                      |           | Straßenbild Bahnhofstraße, beidseitig Hausnr. 1–15                                                                              |    |
| weitere Bilder Fotos hochladen          | Denkmalensemble „Friedhofskirche“                     | Friedhofsberg (Karte)                           |           | Friedhofskirche mit Friedhof, Friedhofsmauer, Torhäuschen, Mausoleum, Wandgrabmale                                              |    |
| BW                                      | Denkmalensemble „Kernstadt“                           | Kernstadt (Karte)                               |           | Umgrenzung der einstigen Stadtbefestigung                                                                                       |    |
| BW                                      | Denkmalensemble „Kirchplatz“                          | Kirchplatz (Karte)                              |           | Kirchplatz mit Kirche, Diakonat und ehemaliger Mädchenschule; Teilobjekt des Denkmalensembles „Kernstadt“                       |    |
| Fotos hochladen                         | Denkmalensemble „Marktplatz“                          | Markt (Karte)                                   |           | Platzbild Marktplatz mit Mündungsbereich; Teilobjekt des Denkmalensembles „Kernstadt“                                           |    |
| weitere Bilder Fotos hochladen          | Denkmalensemble „Schlossanlage“                       | Schlossanlage (Karte)                           | 1212      | Schlossanlage mit Schloss, Schlosspark, Teich, Schloßplatz, Schloßgasse 39, 41, 43; Teilobjekt des Denkmalensembles „Kernstadt“ |    |
| BW                                      | Villa                                                 | Bahnhofstraße 1 (Karte)                         |           | auch Bestandteil des Denkmalensembles „Bahnhofstraße“                                                                           |    |
| BW                                      | Villa mit Nebengebäude, Grundstück und Einfriedung    | Bahnhofstraße 6 (Karte)                         |           | auch Bestandteil des Denkmalensembles „Bahnhofstraße“                                                                           |    |
| BW                                      | Gedenkstein Todesmarsch der KZ-Häftlinge              | Burkhardtstraße (Karte)                         |           | |    |
| BW                                      | Wohnhaus                                              | Ernst-Thälmann-Straße 17 (Karte)                |           | auch Bestandteil des Denkmalensembles „Kernstadt“                                                                               |    |
| Fotos hochladen                         | Wohnhaus mit Sachteil Portal von 1613                 | Ernst-Thälmann-Straße 29 (Karte)                |           | auch Bestandteil des Denkmalensembles „Kernstadt“                                                                               |    |
| BW                                      | Wohn- und Geschäftshaus, Gaststätte „Grüner Baum“     | Ernst-Thälmann-Straße 47 (Karte)                |           | auch Bestandteil des Denkmalensembles „Kernstadt“                                                                               |    |
| Direkt Bild zu diesem Denkmal hochladen | Mausoleum und Wandgrabmale „Erbbegräbnis Galoskowski“ | Friedhofsberg                                   |           | auch Bestandteil des Denkmalensembles „Friedhofskirche“                                                                         |    |
| BW                                      | Hockerschlößchen                                      | Hockerweg 20 (Karte)                            |           | |    |
| weitere Bilder Fotos hochladen          | Stadtkirche                                           | Kirchplatz 9 (Karte)                            |           | auch Bestandteil des Denkmalensembles „Kirchplatz“ innerhalb des Denkmalensembles „Kernstadt“                                   |    |
| BW                                      | Fachwerkhaus                                          | Markt 2 (Karte)                                 |           | auch Bestandteil des Denkmalensembles „Marktplatz“ innerhalb des Denkmalensembles „Kernstadt“                                   |    |
| BW                                      | Wohnhaus                                              | Mittelring 4 (Karte)                            |           | auch Bestandteil des Denkmalensembles „Kernstadt“                                                                               |    |
| Fotos hochladen                         | Kriegerdenkmal des Krieges 1870/71                    | Neustädter Straße (Karte)                       |           | |    |
| BW                                      | Turmholländer                                         | Oberpöllnitzer Straße 18 (Karte)                |           | |    |
| BW                                      | Pfarrhaus mit Scheune                                 | Pfarrstraße 1 (Karte)                           |           | auch Bestandteil des Denkmalensembles „Kernstadt“                                                                               |    |
| BW                                      | Wohnhaus                                              | Schloßgasse 41 (Karte)                          |           | auch Bestandteil des Denkmalensembles „Schlossanlage“ innerhalb des Denkmalensembles „Kernstadt“                                |    |
| BW                                      | Wohnhaus                                              | Schloßgasse 43 (Karte)                          |           | auch Bestandteil des Denkmalensembles „Schlossanlage“ innerhalb des Denkmalensembles „Kernstadt“                                |    |
| weitere Bilder Fotos hochladen          | Schlossturm                                           | Schloßplatz 1 (Karte)                           |           | auch Bestandteil des Denkmalensembles „Schlossanlage“ innerhalb des Denkmalensembles „Kernstadt“                                |    |
| BW                                      | Gebäude Schlossanlage mit Mauern                      | Schloßplatz 4 (Karte)                           |           | auch Bestandteil des Denkmalensembles „Schlossanlage“ innerhalb des Denkmalensembles „Kernstadt“                                |    |
| BW                                      | Kreuzstein mit eingemeißelten Kreuzen                 | Rodaborn (Karte)                                |           | Bodendenkmal |    |
| Fotos hochladen                         | Steinkreuz                                            | neben Tor zur Ulrichskirche eingemauert (Karte) |           | Bodendenkmal |    |
| BW                                      | Turm der alten Wasserburg                             | (Karte)                                         |           | Bodendenkmal |    |